# Parlamento de Negrete (1803)
Se conoce como Parlamento de Negrete (1803) a la junta diplomática de la que emanó un tratado entre españoles y mapuches. Es considerado habitual e incorrectamente como el último parlamento del periodo colonial de Chile, en el que ambos bandos solemnizaron sus paces y alianzas. Se realizó entre el 3 y 5 de marzo de 1803 al borde del Río Biobío, en el vado fronterizo de Negrete, por iniciativa del gobernador de Chile, Luis Muñoz de Guzmán. 

## Asistentes
El representante de los españoles en las conversaciones fue el brigadier Pedro Quijada, comandante general interino de la frontera del Biobío. Por los mapuches, el encargado de recoger las contestaciones de los 239 loncos de los cuatro butalmapus (distritos mapuches) fue el lonco de Angol, Francisco Curinagüel. La delegación española se completaba con el brigadier Pedro Nolasco del Río, en calidad de consultor por su conocimiento de los butalmapus mapuches, el arcediano de la iglesia catedral de Concepción, Mariano de Roa, como representante del obispo, además de los coroneles Manuel de Vega Bazán y Juan Zapatero.
La concurrencia se completó con 3500 guerreros mapuches y 1.288 soldados veteranos y milicianos españoles.

## El tratado
Como en las anteriores juntas diplomáticas entre autoridades coloniales y jefes indígenas, el parlamento de 1803 fue traducido, por los españoles, a un tratado escrito de 8 artículos.
1. Reconocimiento y ratificación del rey Carlos IV como soberano.
2. Superación del sistema de ferias anuales, anteriormente acordado, por considerarse insuficiente. Se acuerda autorizar el libre comercio y el libre tránsito.
3. Ratificación de un anterior acuerdo, ya puesto en práctica, de que los principales caciques envíen a algunos hijos al seminario de Chillán, para que sean católicamente instruidos y puedan optar al sacerdocio.
4. Pese a haberse producido malocas (incursiones violentas), queda todo resentimiento olvidado y se ratifica la paz y amistad entre los dos bandos, «y que cualquiera que alterase esta conducta, o tomase armas para robos y venganzas, faltando a este Tratado contra el respeto debido a la soberana autoridad, será considerado como un rebelde, y castigado con todo el rigor que corresponde a los malos vasallos, y enemigos de su propia sangre».
5. Ratifica acuerdo anterior de no permitirse la entrada y acogida de desertores o prófugos españoles en el territorio mapuche. Se ratifica que se entregarán 12 pesos por cada español devuelto en las guarniciones de la frontera.
6. «Que hallándose esta mar llena de embarcaciones extranjeras con pretexto de pescar ballenas, se introducen sagazmente en sus costas, como ya sucedió en las de Tirúa en los últimos años durante la guerra con la Nación Británica», los mapuches se comprometen a no tratar con sus marineros. Y aún más, se comprometen a apoyar la defensa del reino frente a una eventual invasión.
7. Ratifica el compromiso mapuche de no incursionar en las "Pampas de Buenos Aires".
8. Parabienes, deseos de felicidad y paz, además de exhortación y recomendación a nombre del rey de escuchar, acoger y dar buen trato a los misioneros.

La alianza defensiva se llevó efectivamente a la práctica durante la Independencia, cuando los mapuches lucharon contra los patriotas y a favor de España.

## ¿Último parlamento mapuche?
El parlamento de Negrete de 1803 suele ser consignado como el último parlamento al que concurrieron los mapuches junto a autoridades españolas. En rigor, se trata al menos del penúltimo, si se considera el que llevó a cabo el brigadier realista Gabino Gaínza, quien traía de Perú los despachos de gobernador, en Arauco, el 3 de febrero de 1814 (Parlamento de Quilín), en el contexto de la guerra de Independencia de Chile.
Además hay que recordar que posteriormente ya en el período republicano, representantes del Estado de Chile y del pueblo mapuche se reunieron en el Parlamento de Tapihue en enero de 1825. 
Aun así, el Parlamento de Negrete de 1803 se puede considerar el último parlamento general del período colonial.